# New Vienna, Iowa
New Vienna är en ort i Dubuque County i Iowa. Vid 2010 års folkräkning hade New Vienna 407 invånare.